# Elka Synthex
Le Elka Synthex est un synthétiseur analogique à synthèse sonore soustractive produit de 1981 à 1985. Il possède une polyphonie de huit voix et est bitimbral. Il est l'un des premiers synthétiseurs équipés d'une interface MIDI.
Il a été utilisé (pour les plus connus) par Tangerine Dream, Stevie Wonder, et rendu célèbre grâce à son utilisation par Jean-Michel Jarre sur l'album Rendez-vous. Le Synthex est notamment connu pour le son utilisé pour la harpe laser sur cet album.

## Historique
Le Synthex a été conçu par un ingénieur indépendant, Mario Maggi, qui proposa à Elka de produire la machine. La société Elka, spécialisée dans les orgues électroniques, voyait dans le Synthex une possibilité de prendre ainsi des parts dans le marché des synthétiseurs. Malheureusement, Elka resta prudente dans la commercialisation de la machine, ce qui la masqua au profit de la concurrence. Par ailleurs, le Synthex n'avait pas une réputation de grande fiabilité, ce qui le limitait principalement à l'utilisation en studio. La production des Synthex fut stoppée en 1985.

## Structure
Le Synthex est basé sur des oscillateurs analogiques controlés numériquement, des DCO (pour garantir la stabilité en fréquence), avec un traitement analogique par VCF (filtres commandés en tension) et VCA (amplificateurs commandés en tension).

## Émulations
Le Synthex a fait l'objet d'un travail d'émulation poussé mené par Xavier Oudin : le résultat est le Syn'X 2.
Arturia commercialise une version logicielle de ce synthétiseur sous le nom "Synthx V".